# Hoa Động
Hoa Động là một phường cũ thuộc thành phố Thủy Nguyên, thành phố Hải Phòng, Việt Nam.

## Địa lý
Phường Hoa Động nằm ở phía tây nam thành phố Thủy Nguyên, có vị trí địa lý:
- Phía đông giáp phường Dương Quan
- Phía tây giáp phường Hoàng Lâm
- Phía nam giáp quận Hồng Bàng
- Phía bắc giáp phường Thiên Hương và phường Thủy Đường.

Phường Hoa Động có diện tích 6,02 km², dân số năm 2023 là 13.102 người, mật độ dân số đạt 2.176 người/km².

## Lịch sử
Trước năm 1945, địa bàn xã Hoa Động thuộc tổng Lâm Động.
Sau năm 1945, thành lập xã Hoàng Động trên cơ sở 3 làng: Lâm Động, Lôi Động, Hoàng Pha.
Tháng 11 năm 1948, thành lập xã Hoàng Hoa trên cơ sở xã Hoàng Động và xã Hoa Động.
Năm 1951, chia xã Hoàng Hoa thành xã Hoàng Động và xã Hoa Động.
Ngày 27 tháng 10 năm 1962, Quốc hội ban hành Nghị quyết về việc sáp nhập tỉnh Kiến An vào thành phố Hải Phòng. Khi đó, xã Hoa Động thuộc huyện Thủy Nguyên, thành phố Hải Phòng.
Ngày 24 tháng 10 năm 2024, Ủy ban Thường vụ Quốc hội ban hành Nghị quyết số 1232/NQ-UBTVQH15 về việc sắp xếp đơn vị hành chính cấp huyện, cấp xã của thành phố Hải Phòng giai đoạn 2023 – 2025 (nghị quyết có hiệu lực từ ngày 1 tháng 1 năm 2025). Theo đó, thành lập phường Hoa Động thuộc thành phố Thủy Nguyên trên cơ sở toàn bộ 6,02 km² diện tích tự nhiên và quy mô dân số là 13.102 người của xã Hoa Động.
Ngày 16 tháng 6 năm 2025, Ủy ban Thường vụ Quốc hội ban hành nghị quyết sắp xếp đơn vị hành chính cấp xã của thành phố Hải Phòng năm 2025. Theo đó:
- Sắp xếp một phần diện tích tự nhiên, quy mô dân số của các phường Hoa Động, An Lư,Thủy Hà và toàn bộ diện tích tự nhiên, quy mô dân số của phường Dương Quan, phường Thủy Đường thành phường mới là phường Thủy Nguyên.[2]
- Sắp xếp phần còn lại của phường Hoa Động và toàn bộ diện tích tự nhiên, quy mô dân số của phường Thiên Hương, phường Hoàng Lâm, một phần diện tích tự nhiên, quy mô dân số của phường Lê Hồng Phong thành phường mới có tên gọi là phường Thiên Hương.[2]